# Скандола
Скандола — заповедник, созданный в 1975 году на французском острове Корсика как часть Корсиканского регионального парка. Площадь составляет 19,9 км², из них площадь суши — 9,19 км². В 1983 году заповедник был признан ЮНЕСКО частью Всемирного наследия.
Климат средиземноморский. На территории заповедника обитает несколько десятков редких видов птиц.

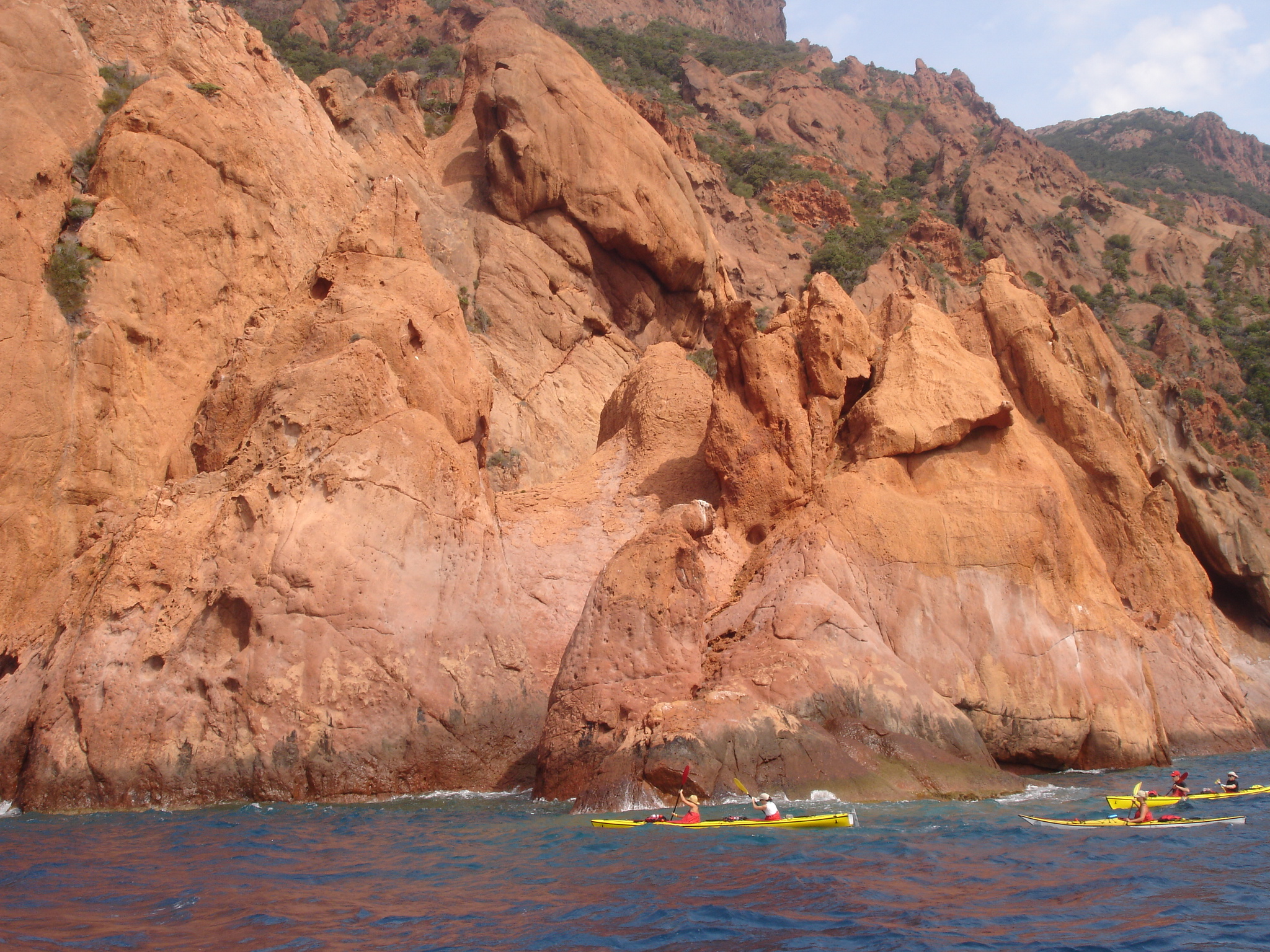
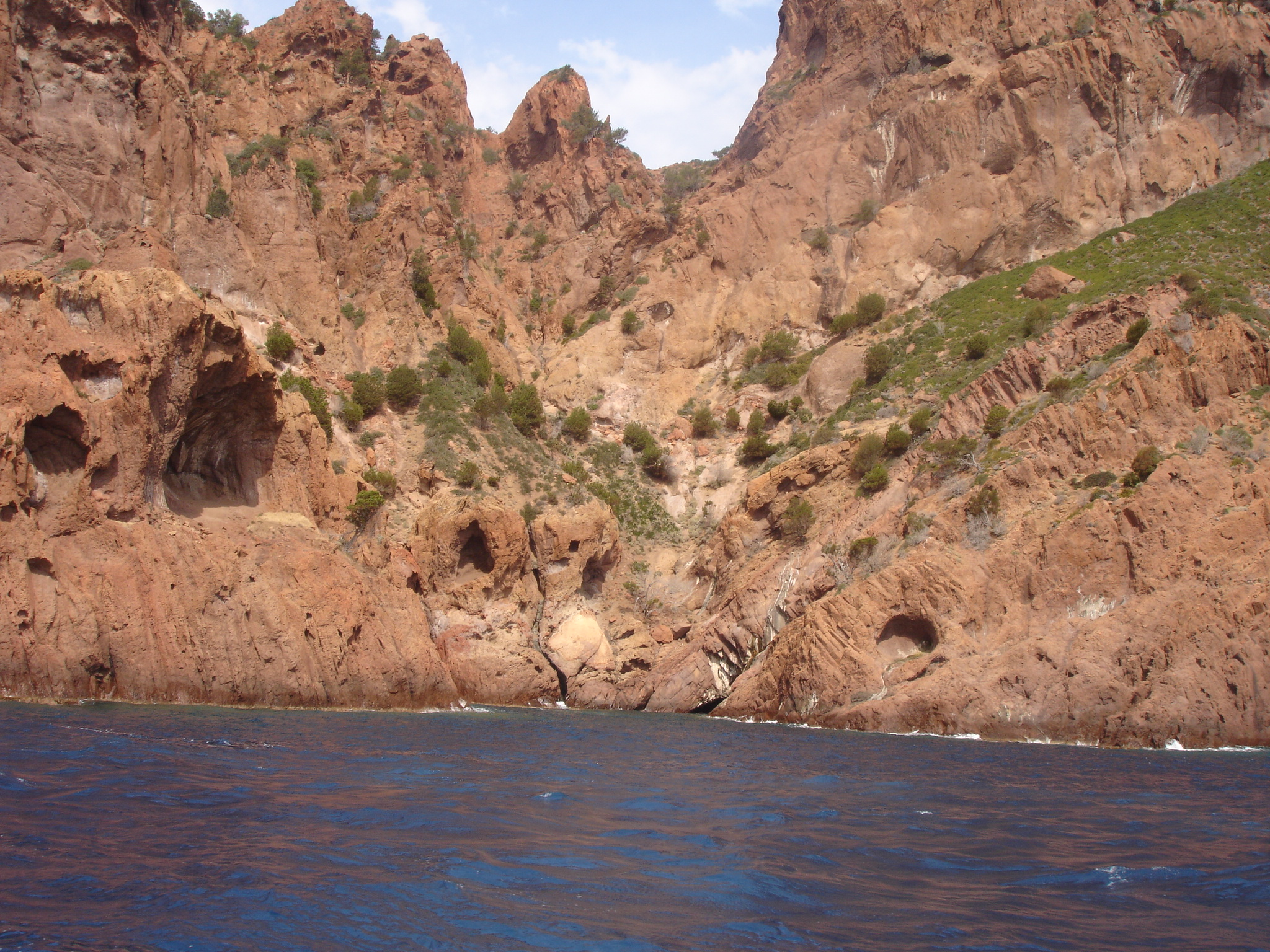
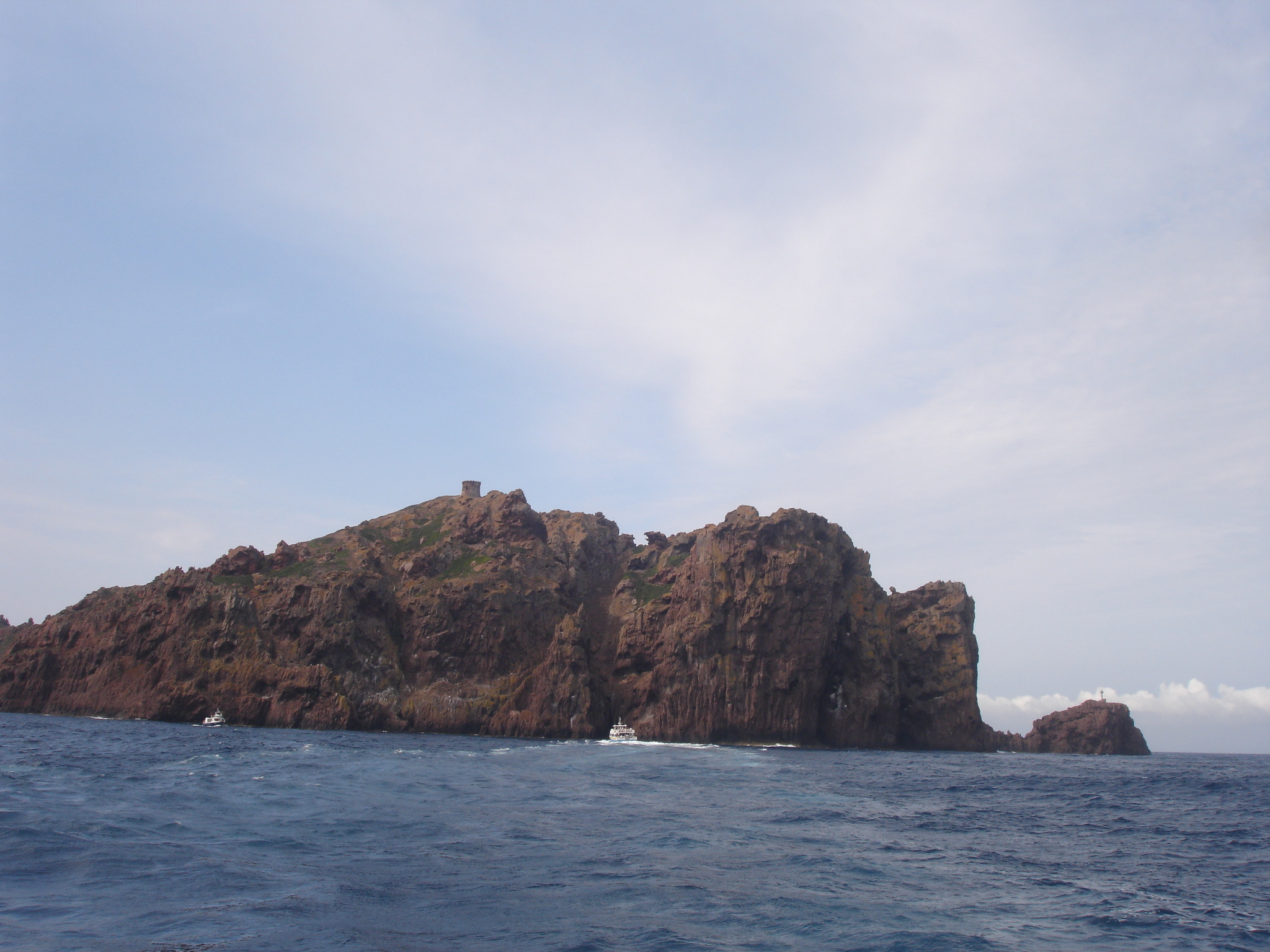
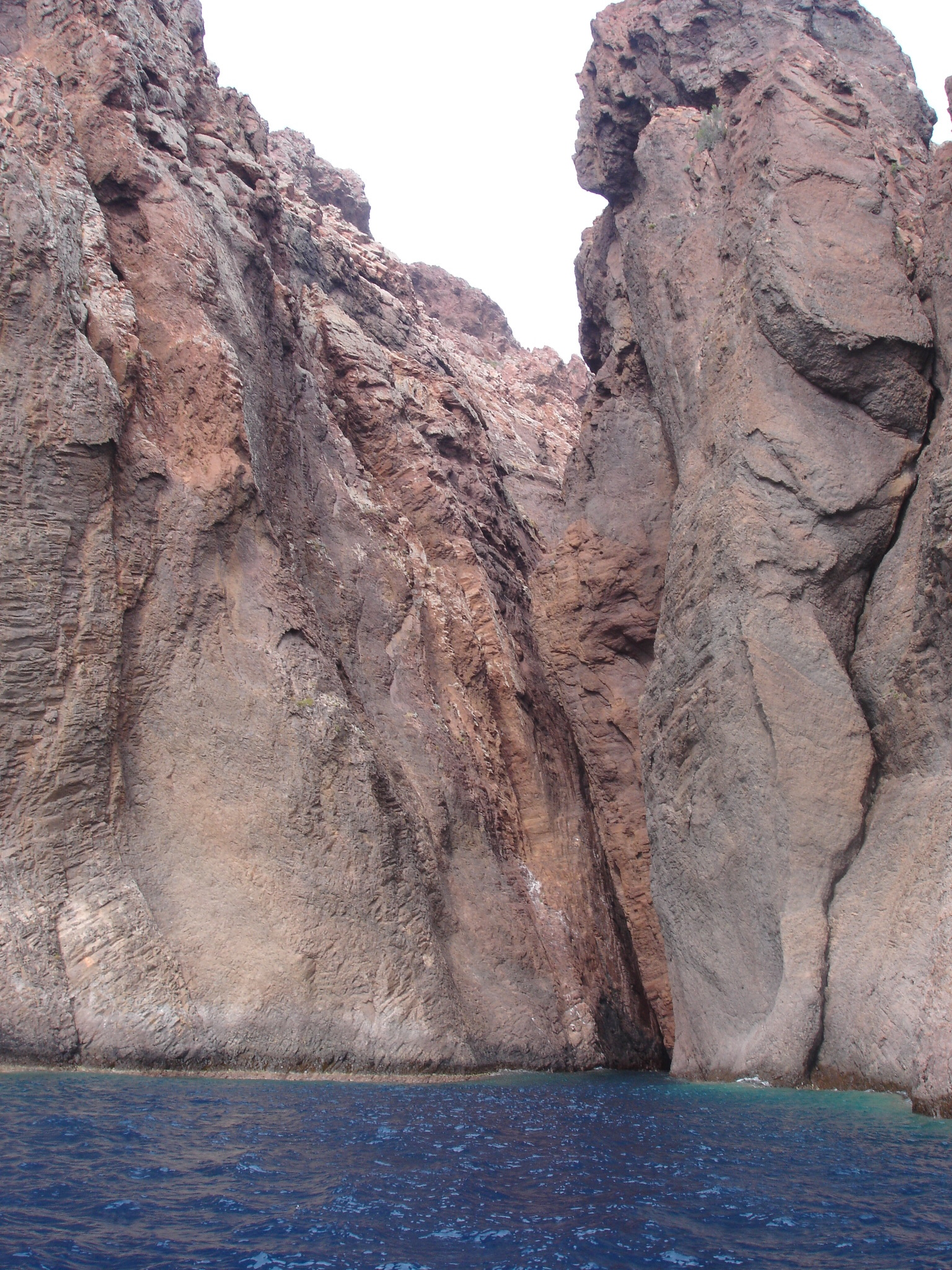
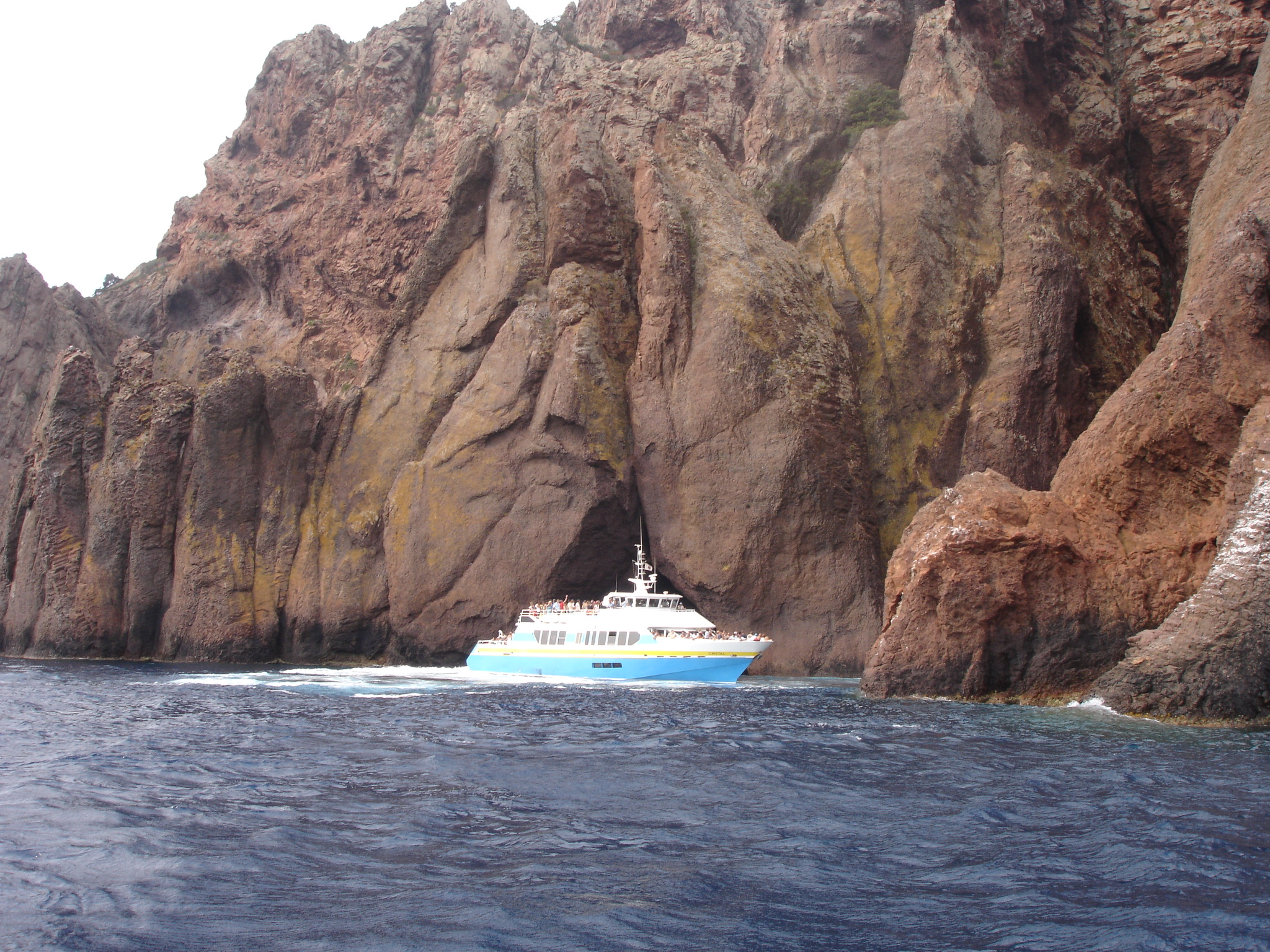
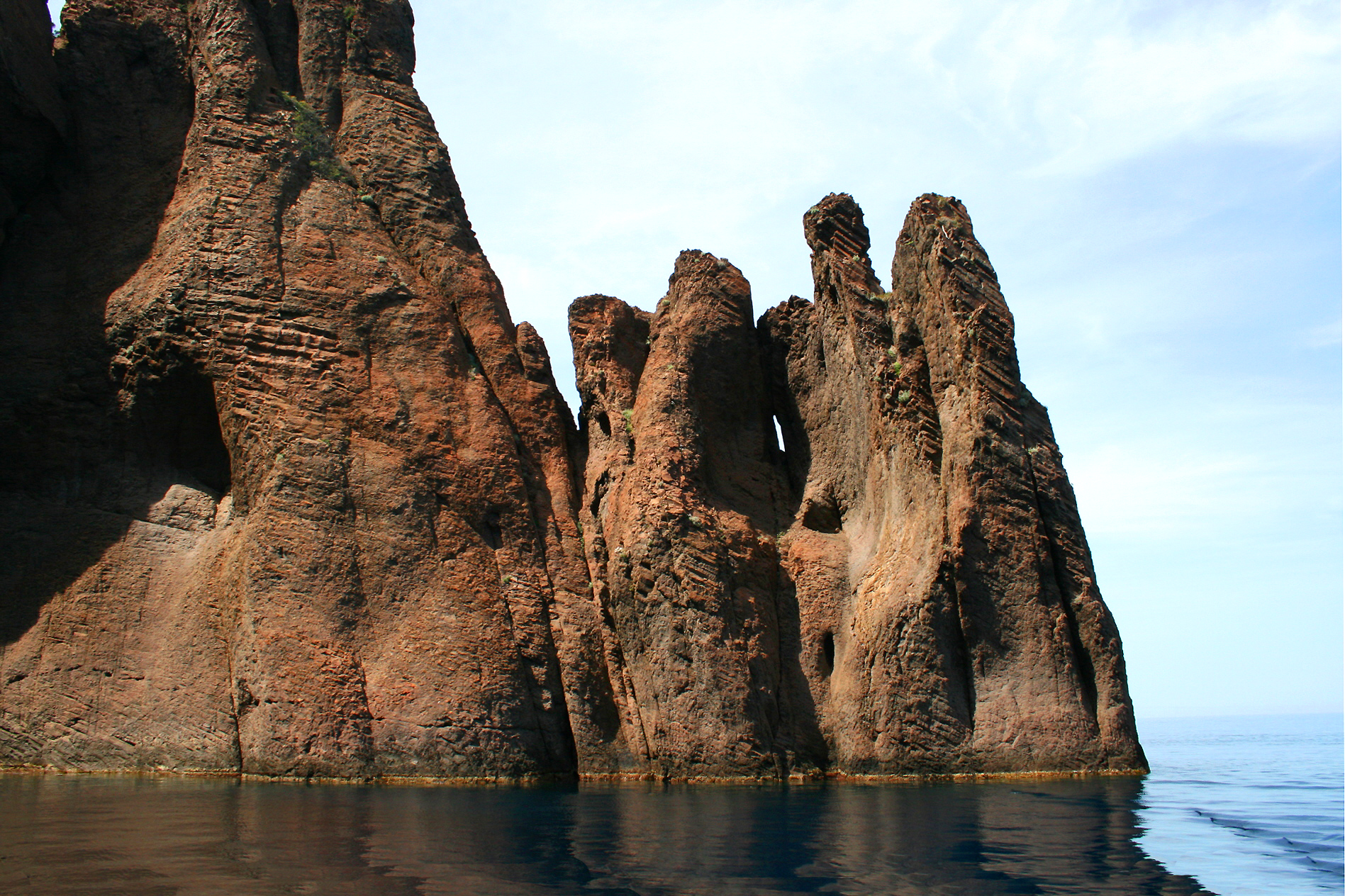